# Списък на народните представители от Четиридесет и осмото народно събрание
Тази статия представлява списък на народните представители от XLVIII народно събрание. То е сформирано според резултатите от предсрочните парламентарни избори в България, проведени на 2 октомври 2022 г. Избрани са 240 депутати от 7 партии. Първото заседание се провежда на 19, 20 и 21 октомври 2022 г.

## Списък
Това е списък на народните представители от XLVIII народно събрание:
| Име                                             | Избирателен район       | Парламентарна група                                                      |
| ----------------------------------------------- | ----------------------- | ------------------------------------------------------------------------ |
| Адлен Шевкед                                    | 9 МИР Кърджали          | ПГ Движение за права и свободи                                           |
| Албена Върбанова                                | 8 МИР Добрич            | ПГ Демократична България                                                 |
| Александър Арангелов                            | 26 МИР София (област)   | ПГ Възраждане                                                            |
| Александър Дунчев                               | 26 МИР София (област)   | ПГ Продължаваме промяната                                                |
| Александър Иванов                               | 23 МИР София            | ПГ ГЕРБ-СДС                                                              |
| Александър Ненков                               | 23 МИР София            | ПГ ГЕРБ-СДС                                                              |
| Александър Николов                              | 3 МИР Варна             | ПГ Български Възход                                                      |
| Александър Симидчиев                            | 25 МИР София            | ПГ Демократична България                                                 |
| Ализан Яхова                                    | 19 МИР Русе             | ПГ Движение за права и свободи                                           |
| Ангел Георгиев                                  | 16 МИР Пловдив (град)   | ПГ Възраждане                                                            |
| Анджей Джандев                                  | 22 МИР Смолян           | ПГ Движение за права и свободи                                           |
| Андрей Гюров                                    | 1 МИР Благоевград       | ПГ Продължаваме промяната                                                |
| Андрей Рунчев                                   | 2 МИР Бургас            | ПГ ГЕРБ-СДС                                                              |
| Андрей Цеков                                    | 24 МИР София            | ПГ Продължаваме промяната                                                |
| Анна Александрова                               | 25 МИР София            | ПГ ГЕРБ-СДС                                                              |
| Антон Тонев                                     | 3 МИР Варна             | ПГ Продължаваме промяната                                                |
| Асен Василев                                    | 29 МИР Хасково          | ПГ Продължаваме промяната                                                |
| Атанас Атанасов                                 | 3 МИР Варна             | ПГ Демократична България                                                 |
| Атанас Зафиров                                  | 6 МИР Враца             | ПГ БСП за България                                                       |
| Атанас Славов                                   | 27 МИР Стара Загора     | ПГ Демократична България                                                 |
| Ахмед Ахмедов                                   | 18 МИР Разград          | ПГ Движение за права и свободи                                           |
| Байрам Байрам                                   | 9 МИР Кърджали          | ПГ Движение за права и свободи                                           |
| Богдан Боцев                                    | 1 МИР Благоевград       | ПГ БСП за България                                                       |
| Богомил Петков                                  | 2 МИР Бургас            | ПГ Продължаваме промяната                                                |
| Божидар Божанов                                 | 23 МИР София            | ПГ Демократична България                                                 |
| Бойко Клечков                                   | 10 МИР Кюстендил        | ПГ БСП за България                                                       |
| Бойко Рашков                                    | 14 МИР Перник           | ПГ Продължаваме промяната                                                |
| Борис Аладжов                                   | 2 МИР Бургас            | ПГ Възраждане                                                            |
| Борислав Гуцанов                                | 3 МИР Варна             | ПГ БСП за България                                                       |
| Бранимир Балачев                                | 3 МИР Варна             | ПГ ГЕРБ-СДС                                                              |
| Валентин Милушев                                | 26 МИР София (област)   | ПГ ГЕРБ-СДС                                                              |
| Васил Пандов                                    | 23 МИР София            | ПГ Продължаваме промяната                                                |
| Васил Стефанов                                  | 23 МИР София            | ПГ Продължаваме промяната                                                |
| Вежди Рашидов                                   | 16 МИР Пловдив (град)   | ПГ ГЕРБ-СДС                                                              |
| Венеция Нецова-Ангова                           | 25 МИР София            | ПГ Продължаваме промяната                                                |
| Венко Сабрутев                                  | 23 МИР София            | ПГ Продължаваме промяната                                                |
| Венцислава Любенова                             | 16 МИР Пловдив (град)   | ПГ Продължаваме промяната                                                |
| Веселин Недев                                   | 29 МИР Хасково          | ПГ Продължаваме промяната                                                |
| Веска Ненчева                                   | 17 МИР Пловдив (област) | ПГ БСП за България                                                       |
| Виолета Комитова                                | 2 МИР Бургас            | ПГ Български Възход                                                      |
| Владимир Табутов                                | 1 МИР Благоевград       | ПГ Продължаваме промяната                                                |
| Владислав Панев                                 | 25 МИР София            | ПГ Демократична България                                                 |
| Вяра Йорданова                                  | 11 МИР Ловеч            | ПГ БСП за България                                                       |
| Гален Монев                                     | 26 МИР София (област)   | ПГ Български Възход                                                      |
| Галя Желязкова                                  | 2 МИР Бургас            | ПГ ГЕРБ-СДС                                                              |
| Георг Георгиев                                  | 11 МИР Ловеч            | ПГ ГЕРБ-СДС                                                              |
| Георги Георгиев (политик, р. 1969) (Q116056718) | 1 МИР Благоевград       | ПГ ГЕРБ-СДС                                                              |
| Георги Георгиев                                 | 24 МИР София            | ПГ Продължаваме промяната                                                |
| Георги Георгиев                                 | 29 МИР Хасково          | ПГ Възраждане                                                            |
| Георги Гьоков                                   | 27 МИР Стара Загора     | ПГ БСП за България                                                       |
| Георги Самандов                                 | 25 МИР София            | ПГ Български Възход                                                      |
| Георги Свиленски                                | 24 МИР София            | ПГ БСП за България                                                       |
| Георги Стамов                                   | 10 МИР Кюстендил        | ПГ Продължаваме промяната                                                |
| Георги Станков (политик) (Q116056534)           | 29 МИР Хасково          | ПГ ГЕРБ-СДС                                                              |
| Григор Захариев                                 | 9 МИР Кърджали          | ПГ Български Възход                                                      |
| Гюнай Хюсмен                                    | 18 МИР Разград          | ПГ ГЕРБ-СДС                                                              |
| Гюнер Ахмед                                     | 20 МИР Силистра         | ПГ Движение за права и свободи                                           |
| Даниел Лорер                                    | 3 МИР Варна             | ПГ Продължаваме промяната                                                |
| Даниел Митов                                    | 3 МИР Варна             | ПГ ГЕРБ-СДС                                                              |
| Даниел Петров                                   | 7 МИР Габрово           | ПГ Възраждане                                                            |
| Даниела Дашева                                  | 23 МИР София            | ПГ Български Възход                                                      |
| Делян Добрев                                    | 29 МИР Хасково          | ПГ ГЕРБ-СДС                                                              |
| Делян Пеевски                                   | 1 МИР Благоевград       | ПГ Движение за права и свободи                                           |
| Деница Николова                                 | 15 МИР Плевен           | ПГ ГЕРБ-СДС                                                              |
| Деница Сачева                                   | 8 МИР Добрич            | ПГ ГЕРБ-СДС                                                              |
| Деница Симеонова                                | 6 МИР Враца             | ПГ Продължаваме промяната                                                |
| Десислава Атанасова                             | 19 МИР Русе             | ПГ ГЕРБ-СДС                                                              |
| Десислава Георгиева                             | 13 МИР Пазарджик        | ПГ Възраждане                                                            |
| Десислава Танева                                | 21 МИР Сливен           | ПГ ГЕРБ-СДС                                                              |
| Десислава Трифонова                             | 17 МИР Пловдив (област) | ПГ ГЕРБ-СДС                                                              |
| Деян Дечев                                      | 21 МИР Сливен           | ПГ БСП за България                                                       |
| Джевдет Чакъров                                 | 20 МИР Силистра         | ПГ Движение за права и свободи                                           |
| Джейхан Ибрямов                                 | 28 МИР Търговище        | ПГ Движение за права и свободи                                           |
| Димитър Аврамов                                 | 5 МИР Видин             | ПГ Движение за права и свободи                                           |
| Димитър Гечев                                   | 13 МИР Пазарджик        | ПГ ГЕРБ-СДС                                                              |
| Димитър Иванов                                  | 31 МИР Ямбол            | ПГ ГЕРБ-СДС                                                              |
| Димитър Найденов                                | 2 МИР Бургас            | ПГ Демократична България                                                 |
| Димитър Недялков                                | 19 МИР Русе             | ПГ Продължаваме промяната                                                |
| Димитър Николов                                 | 4 МИР Велико Търново    | ПГ ГЕРБ-СДС                                                              |
| Димитър Пашев                                   | 27 МИР Стара Загора     | ПГ Възраждане                                                            |
| Димо Дренчев                                    | 14 МИР Перник           | ПГ Възраждане                                                            |
| Драгомир Драганов                               | 19 МИР Русе             | ПГ ГЕРБ-СДС                                                              |
| Драгомир Стойнев                                | 13 МИР Пазарджик        | ПГ БСП за България                                                       |
| Евгения Алексиева                               | 24 МИР София            | ПГ ГЕРБ-СДС                                                              |
| Екатерина Захариева                             | 13 МИР Пазарджик        | ПГ ГЕРБ-СДС                                                              |
| Елисавета Белобрадова                           | 23 МИР София            | ПГ Демократична България                                                 |
| Елхан Кълков                                    | 1 МИР Благоевград       | ПГ Движение за права и свободи                                           |
| Ерджан Ебатин                                   | 3 МИР Варна             | ПГ Движение за права и свободи                                           |
| Ертен Анисова                                   | 8 МИР Добрич            | ПГ Движение за права и свободи                                           |
| Ешереф Ешереф                                   | 2 МИР Бургас            | ПГ Движение за права и свободи                                           |
| Жечо Станков                                    | 2 МИР Бургас            | ПГ ГЕРБ-СДС                                                              |
| Златан Златанов                                 | 19 МИР Русе             | ПГ Възраждане                                                            |
| Ивайло Мирчев                                   | 18 МИР Разград          | ПГ Демократична България                                                 |
| Ивайло Папов                                    | 6 МИР Враца             | ПГ Възраждане                                                            |
| Ивайло Чорбов                                   | 24 МИР София            | ПГ Възраждане                                                            |
| Ивайло Шотев                                    | 13 МИР Пазарджик        | ПГ Продължаваме промяната                                                |
| Иван Белчев                                     | 19 МИР Русе             | ПГ Демократична България                                                 |
| Иван Ганчев                                     | 30 МИР Шумен            | ПГ БСП за България                                                       |
| Иван Иванов                                     | 19 МИР Русе             | ПГ БСП за България                                                       |
| Иван Манев                                      | 15 МИР Плевен           | ПГ Продължаваме промяната                                                |
| Иван Петков                                     | 16 МИР Пловдив (град)   | ПГ БСП за България                                                       |
| Иван Христанов                                  | 15 МИР Плевен           | ПГ Продължаваме промяната                                                |
| Иван Ченчев                                     | 26 МИР София (област)   | ПГ БСП за България                                                       |
| Иван Червенков                                  | 17 МИР Пловдив (област) | ПГ ГЕРБ-СДС                                                              |
| Ивелин Иванов                                   | 20 МИР Силистра         | ПГ ГЕРБ-СДС                                                              |
| Ивелин Първанов                                 | 15 МИР Плевен           | ПГ Възраждане                                                            |
| Иво Атанасов                                    | 5 МИР Видин             | ПГ Продължаваме промяната                                                |
| Иво Русчев                                      | 25 МИР София            | ПГ Възраждане                                                            |
| Илиана Жекова                                   | 27 МИР Стара Загора     | ПГ ГЕРБ-СДС                                                              |
| Илина Мутафчиева                                | 28 МИР Търговище        | ПГ Демократична България                                                 |
| Илиян Йончев                                    | 15 МИР Плевен           | ПГ БСП за България                                                       |
| Илтер Садъков                                   | 30 МИР Шумен            | ПГ ГЕРБ-СДС                                                              |
| Имрен Мехмедова                                 | 28 МИР Търговище        | ПГ Движение за права и свободи                                           |
| Инна Иванова                                    | 12 МИР Монтана          | ПГ Продължаваме промяната                                                |
| Ирена Анастасова                                | 12 МИР Монтана          | ПГ БСП за България                                                       |
| Ирена Димова                                    | 12 МИР Монтана          | ПГ ГЕРБ-СДС                                                              |
| Искра Михайлова                                 | 27 МИР Стара Загора     | ПГ Възраждане                                                            |
| Искрен Арабаджиев                               | 11 МИР Ловеч            | ПГ Продължаваме промяната                                                |
| Искрен Митев                                    | 23 МИР София            | ПГ Продължаваме промяната                                                |
| Ихсан Хаккъ                                     | 18 МИР Разград          | ПГ Движение за права и свободи                                           |
| Ицо Хазарта                                     | 25 МИР София            | ПГ Продължаваме промяната                                                |
| Йордан Иванов                                   | 17 МИР Пловдив (област) | ПГ Демократична България                                                 |
| Йордан Терзийски                                | 4 МИР Велико Търново    | ПГ Продължаваме промяната                                                |
| Йордан Цонев                                    | 4 МИР Велико Търново    | ПГ Движение за права и свободи                                           |
| Йорданка Костадинова                            | 8 МИР Добрич            | ПГ Продължаваме промяната                                                |
| Калина Константинова                            | 25 МИР София            | ПГ Продължаваме промяната                                                |
| Калоян Икономов                                 | 3 МИР Варна             | ПГ Продължаваме промяната                                                |
| Кирил Ананиев                                   | 14 МИР Перник           | ПГ ГЕРБ-СДС                                                              |
| Кирил Петков                                    | 24 МИР София            | ПГ Продължаваме промяната                                                |
| Климент Шопов                                   | 21 МИР Сливен           | ПГ Възраждане                                                            |
| Константин Бачийски                             | 2 МИР Бургас            | ПГ Продължаваме промяната                                                |
| Константина Петрова                             | 8 МИР Добрич            | ПГ Възраждане                                                            |
| Корнелия Нинова                                 | 25 МИР София            | ПГ БСП за България                                                       |
| Коста Стоянов                                   | 3 МИР Варна             | ПГ Възраждане                                                            |
| Костадин Ангелов                                | 4 МИР Велико Търново    | ПГ ГЕРБ-СДС                                                              |
| Костадин Костадинов                             | 25 МИР София            | ПГ Възраждане                                                            |
| Костадин Стойков                                | 1 МИР Благоевград       | ПГ ГЕРБ-СДС                                                              |
| Красен Кралев                                   | 3 МИР Варна             | ПГ ГЕРБ-СДС                                                              |
| Красимир Вълчев                                 | 27 МИР Стара Загора     | ПГ ГЕРБ-СДС                                                              |
| Красимир Събев                                  | 22 МИР Смолян           | ПГ ГЕРБ-СДС                                                              |
| Кремена Кунева                                  | 24 МИР София            | ПГ Демократична България                                                 |
| Кристиан Вигенин                                | 31 МИР Ямбол            | ПГ БСП за България                                                       |
| Лилия Недева                                    | 16 МИР Пловдив (град)   | ПГ Български Възход                                                      |
| Лъчезар Иванов                                  | 25 МИР София            | ПГ ГЕРБ-СДС                                                              |
| Любен Дилов-син                                 | 2 МИР Бургас            | ПГ ГЕРБ-СДС                                                              |
| Любен Иванов                                    | 5 МИР Видин             | ПГ Демократична България                                                 |
| Людмила Илиева                                  | 4 МИР Велико Търново    | ПГ Демократична България                                                 |
| Маноил Манев                                    | 27 МИР Стара Загора     | ПГ ГЕРБ-СДС                                                              |
| Манол Генов                                     | 17 МИР Пловдив (област) | ПГ БСП за България                                                       |
| Маргарита Генчева                               | 23 МИР София            | ПГ Възраждане                                                            |
| Марин Маринов                                   | 26 МИР София (област)   | ПГ ГЕРБ-СДС                                                              |
| Марио Рангелов                                  | 15 МИР Плевен           | ПГ Движение за права и свободи                                           |
| Мария Белова                                    | 21 МИР Сливен           | ПГ ГЕРБ-СДС                                                              |
| Мартин Димитров                                 | 24 МИР София            | ПГ Демократична България                                                 |
| Мартин Харизанов                                | 6 МИР Враца             | ПГ ГЕРБ-СДС                                                              |
| Мая Димитрова                                   | 8 МИР Добрич            | ПГ БСП за България                                                       |
| Милен Матеев                                    | 4 МИР Велико Търново    | ПГ Продължаваме промяната                                                |
| Мирослав Иванов                                 | 31 МИР Ямбол            | ПГ Продължаваме промяната                                                |
| Михал Камбарев                                  | 22 МИР Смолян           | ПГ Продължаваме промяната                                                |
| Младен Маринов                                  | 26 МИР София (област)   | ПГ ГЕРБ-СДС                                                              |
| Младен Шишков                                   | 17 МИР Пловдив (област) | ПГ ГЕРБ-СДС                                                              |
| Мукаддес Налбант                                | 9 МИР Кърджали          | ПГ Движение за права и свободи                                           |
| Мустафа Карадайъ                                | 30 МИР Шумен            | ПГ Движение за права и свободи                                           |
| Надежда Йорданова                               | 23 МИР София            | ПГ Демократична България                                                 |
| Надежда Самарджиева                             | 1 МИР Благоевград       | ПГ Български Възход                                                      |
| Надя Петрова                                    | 12 МИР Монтана          | ПГ Движение за права и свободи                                           |
| Настимир Ананиев                                | 23 МИР София            | ПГ Продължаваме промяната                                                |
| Небие Кабак                                     | 13 МИР Пазарджик        | ПГ Движение за права и свободи                                           |
| Никола Димитров                                 | 31 МИР Ямбол            | ПГ Възраждане                                                            |
| Никола Минчев                                   | 16 МИР Пловдив (град)   | ПГ Продължаваме промяната                                                |
| Николай Алгафари                                | 23 МИР София            | ПГ ГЕРБ-СДС                                                              |
| Николай Благоев                                 | 27 МИР Стара Загора     | ПГ Български Възход                                                      |
| Николай Денков                                  | 30 МИР Шумен            | ПГ Продължаваме промяната                                                |
| Николай Дренчев                                 | 23 МИР София            | ПГ Възраждане                                                            |
| Николай Костадинов                              | 3 МИР Варна             | ПГ Възраждане                                                            |
| Николай Нанков                                  | 11 МИР Ловеч            | ПГ ГЕРБ-СДС                                                              |
| Николай Табаков                                 | 10 МИР Кюстендил        | ПГ Демократична България                                                 |
| Осман Мурадов                                   | 13 МИР Пазарджик        | ПГ Движение за права и свободи                                           |
| Павел Христов                                   | 3 МИР Варна             | ПГ ГЕРБ-СДС                                                              |
| Павлин Кръстев                                  | 9 МИР Кърджали          | ПГ Движение за права и свободи                                           |
| Петър Куленски (Q116056703)                     | 13 МИР Пазарджик        | ПГ Продължаваме промяната                                                |
| Петър Кънев                                     | 2 МИР Бургас            | ПГ БСП за България                                                       |
| Петър Николов-Зиков                             | 25 МИР София            | ПГ ГЕРБ-СДС                                                              |
| Петър Петров (политик, р. 1982) (Q116056719)    | 24 МИР София            | ПГ Продължаваме промяната                                                |
| Петър Петров                                    | 12 МИР Монтана          | ПГ Възраждане                                                            |
| Петър Чобанов                                   | 26 МИР София (област)   | ПГ Движение за права и свободи                                           |
| Петя Аврамова                                   | 6 МИР Враца             | ПГ ГЕРБ-СДС                                                              |
| Пламен Петров                                   | 15 МИР Плевен           | ПГ ГЕРБ-СДС                                                              |
| Радомир Чолаков                                 | 16 МИР Пловдив (град)   | ПГ ГЕРБ-СДС                                                              |
| Радослав Василев (политик) (Q116056697)         | 27 МИР Стара Загора     | ПГ Продължаваме промяната                                                |
| Радослав Рибарски                               | 27 МИР Стара Загора     | ПГ Продължаваме промяната                                                |
| Радостин Василев                                | 7 МИР Габрово           | ПГ Продължаваме промяната                                                |
| Ралица Ангелова                                 | 30 МИР Шумен            | ПГ ГЕРБ-СДС                                                              |
| Рамадан Аталай                                  | 17 МИР Пловдив (област) | ПГ Движение за права и свободи                                           |
| Рая Назарян                                     | 24 МИР София            | ПГ ГЕРБ-СДС                                                              |
| Рена Стефанова                                  | 19 МИР Русе             | ПГ Продължаваме промяната                                                |
| Росен Желязков                                  | 1 МИР Благоевград       | ПГ ГЕРБ-СДС                                                              |
| Росен Костурков                                 | 17 МИР Пловдив (област) | ПГ Продължаваме промяната                                                |
| Росица Кирова                                   | 5 МИР Видин             | ПГ ГЕРБ-СДС                                                              |
| Румен Гечев                                     | 15 МИР Плевен           | ПГ БСП за България                                                       |
| Румен Йончев                                    | 17 МИР Пловдив (област) | ПГ Български Възход                                                      |
| Румен Христов                                   | 23 МИР София            | ПГ ГЕРБ-СДС                                                              |
| Севим Али                                       | 2 МИР Бургас            | ПГ Движение за права и свободи                                           |
| Сезгин Мехмед                                   | 29 МИР Хасково          | ПГ Движение за права и свободи                                           |
| Славена Точева                                  | 3 МИР Варна             | ПГ ГЕРБ-СДС                                                              |
| Смиляна Нитова-Кръстева                         | 29 МИР Хасково          | ПГ БСП за България                                                       |
| Снежана Апостолова                              | 3 МИР Варна             | ПГ Продължаваме промяната                                                |
| Станислав Анастасов                             | 11 МИР Ловеч            | ПГ Движение за права и свободи                                           |
| Станислав Стоянов                               | 4 МИР Велико Търново    | ПГ Възраждане                                                            |
| Стефан Апостолов                                | 1 МИР Благоевград       | ПГ ГЕРБ-СДС                                                              |
| Стефан Мирев                                    | 13 МИР Пазарджик        | ПГ ГЕРБ-СДС                                                              |
| Стефан Шилев                                    | 16 МИР Пловдив (град)   | ПГ ГЕРБ-СДС                                                              |
| Стефан Янев                                     | 24 МИР София            | ПГ Български Възход                                                      |
| Стою Стоев                                      | 17 МИР Пловдив (област) | ПГ Продължаваме промяната                                                |
| Стоян Георгиев                                  | 20 МИР Силистра         | ПГ Продължаваме промяната                                                |
| Стоян Михалев                                   | 15 МИР Плевен           | ПГ Демократична България                                                 |
| Стоян Таслаков                                  | 17 МИР Пловдив (област) | ПГ Възраждане                                                            |
| Танер Али                                       | 16 МИР Пловдив (град)   | ПГ Движение за права и свободи                                           |
| Татяна Султанова-Сивева                         | 21 МИР Сливен           | ПГ Продължаваме промяната                                                |
| Теменужка Петкова                               | 28 МИР Търговище        | ПГ ГЕРБ-СДС                                                              |
| Тихомир Георгиев                                | 29 МИР Хасково          | ПГ Български Възход                                                      |
| Тома Биков                                      | 24 МИР София            | ПГ ГЕРБ-СДС                                                              |
| Томислав Дончев                                 | 7 МИР Габрово           | ПГ ГЕРБ-СДС                                                              |
| Хайри Садъков                                   | 22 МИР Смолян           | ПГ Движение за права и свободи                                           |
| Халил Летифов (Q116056302)                      | 27 МИР Стара Загора     | ПГ Движение за права и свободи                                           |
| Хамид Хамид                                     | 30 МИР Шумен            | ПГ Движение за права и свободи                                           |
| Хатидже Георгиева                               | 21 МИР Сливен           | ПГ Движение за права и свободи                                           |
| Христина Георгиева                              | 14 МИР Перник           | ПГ ГЕРБ-СДС                                                              |
| Христо Гаджев                                   | 25 МИР София            | ПГ ГЕРБ-СДС                                                              |
| Христо Даскалов                                 | 16 МИР Пловдив (град)   | ПГ Продължаваме промяната                                                |
| Христо Иванов                                   | 16 МИР Пловдив (град)   | ПГ Демократична България                                                 |
| Христо Проданов                                 | 23 МИР София            | ПГ БСП за България                                                       |
| Христо Симеонов                                 | 2 МИР Бургас            | ПГ Продължаваме промяната                                                |
| Христо Терзийски                                | 10 МИР Кюстендил        | ПГ ГЕРБ-СДС                                                              |
| Цвета Рангелова                                 | 1 МИР Благоевград       | ПГ Възраждане                                                            |
| Цветан Енчев                                    | 6 МИР Враца             | ПГ Движение за права и свободи                                           |
| Цветелина Симеонова-Заркин                      | 25 МИР София            | ПГ Продължаваме промяната                                                |
| Цончо Ганев                                     | 2 МИР Бургас            | ПГ Възраждане                                                            |
| Юсеин Вейселов                                  | 7 МИР Габрово           | ПГ Движение за права и свободи                                           |
| Явор Божанков                                   | 4 МИР Велико Търново    | ПГ БСП за България (до 12 декември 2022) независим (от 12 декември 2022) |